# Ministère de la Marine (Italie)
Pour les articles homonymes, voir Ministère de la Marine.
Le ministère de la Marine (en italien : Ministero della marina), connu dans sa dernière année sous le nom de ministère de la Marine militaire, était un ministère du royaume d'Italie, puis de la République italienne, chargé de la gestion de la marine italienne, la Regia Marina, qui deviendra plus tard la Marina Militare. 
Il a été fusionné en 1947 dans le nouveau ministère de la Défense, avec le ministère de la Guerre et le ministère de l'Aéronautique.
Le dernier ministre en fonction a été Giuseppe Micheli.

## Histoire
Dans le royaume de Sardaigne, les services relatifs à l'armée et à la marine dépendaient d'un seul ministère de la Guerre et de la Marine (Ministero della marina del Regno di Sardegna), jusqu'au 11 octobre 1850 avec le Gouvernement D'Azeglio I ont été détachés et les fonctions sur la Marine attribuées au ministère de l'Agriculture et du Commerce (Ministero di agricoltura e commercio).  Avec le règlement pour l'organisation de l'administration centrale de l'État, approuvé par le décret royal du 23 octobre 1853, le ministère de la Marine du royaume de Sardaigne a été créé.
Avec l'unification de 1861, sous le quatrième gouvernement Cavour du royaume d'Italie, la gestion de la composante militaire est divisée entre le ministère de la Guerre et le ministère de la Marine. Le premier ministre est Luigi Federico Menabrea, tandis que le premier à être issu des rangs de la Regia Marina est l'amiral Carlo Pellion di Persano.
La direction générale de la marine marchande lui est également rattachée jusqu'en 1916.
Sous le régime fasciste, Benito Mussolini lui-même fut ministre par intérim du 8 mai 1925 au 12 septembre 1929 et du 6 novembre 1933 au 25 juillet 1943, et l'amiral Raffaele de Courten lui succéda jusqu'en juillet 1946. Les services de la marine marchande sont définitivement détachés du ministère de la marine en juillet 1946, date à laquelle est créé le ministère de la marine marchande.
Le dernier ministre de la marine a été le sénateur Giuseppe Micheli (1946/1947).
Avec le décret du chef de l'État provisoire n° 17 du 4 février 1947, à partir du 14 février 1947, avec le gouvernement De Gasperi III, le ministère de la Guerre, la Marine et l'Armée de l'air sont supprimés et leurs compétences unifiées dans le ministère de la Défense.

## Organisation

### 1876
Organisation prévue par le décret royal n° 3624 du 31 décembre 1876 :
- Secrétariat général
  - Cabinet des ministres
  - Divisions du personnel et du service militaire
- Direction générale du matériel
- Direction générale de la marine marchande
- Office central de la santé maritime militaire

### 1914
Organisé par le décret royal n° 860 du 28 juin 1914 :
- Cabinet du ministre ;
- Secrétariat général du ministère
- Six directions générales : officiers et service militaire et scientifique, corps d'équipage, construction navale, artillerie et armement, services administratifs, marine marchande
- Sept inspections : fonctionnement et économie des machines ; santé militaire maritime ; intendance militaire maritime ; génie militaire pour les travaux navals, les phares et la signalisation maritime ; services maritimes ; capitaines de port ; service du personnel civil et des affaires générales.

### 1923
Décret royal n° 2052 du 10 septembre. 1923, n° 2052, réorganise l'administration centrale de la marine comme suit :
- Cabinet du ministre (avec le bureau des lois et décrets joint)
- Bureau d'éducation nautique
- Quatre directions générales : personnel et services militaires, personnel civil et affaires générales, artillerie et armement, construction navale.
- Quatre directions centrales : exploitation et économie des machines, santé maritime militaire, intendance maritime militaire, génie militaire pour les travaux navals.

### 1936
Avec le décret royal n° 773 du 16 avril 1936 :
- Cabinet du ministre ;
- Secrétariat spécial du sous-secrétaire d'État ;
- Bureau des lois et décrets relevant du ministre ;
- Huit directions générales : personnel et services militaires, construction navale et mécanique, armes et armements navals, personnel civil et affaires générales ; santé maritime militaire, intendance maritime militaire, génie militaire pour les travaux navals, services administratifs.

### 1944
Organisation sous décret législatif du 28 septembre. 1944, n. 342 :
- Cabinet du ministre
- Secrétariat général du ministère
- Neuf directions générales : officiers et services militaires et scientifiques, corps des gens de mer, construction navale et mécanique, armes et armements navals, personnel civil et affaires générales ; santé maritime militaire, commissariat maritime militaire, génie militaire pour les travaux navals, services administratifs.

## Chronologie des ministres
- Ministres de la Marine du royaume d'Italie

## Source
- (it) Cet article est partiellement ou en totalité issu de l’article de Wikipédia en italien intitulé « Ministero della marina » (voir la liste des auteurs).